# 邱桶
邱桶（1913年—1953年5月14日）是一位生於臺灣桃園觀音的佃農、政治運動者，以及白色恐怖受難者。

## 生平
邱桶在1913年出生於桃園觀音的一個佃農家庭。幼時，邱桶曾於私塾拜師讀書，並快速習得法律書狀技巧；日後，他曾替許多佃農書寫法律訴狀。此外，在眾人的鼓勵下，他也自學漢醫相關知識，並藉之幫助鄰里親友。
當時，邱桶與兩大房共五位兄弟及其父邱業一同為邱明山（邱家族人，臺南富豪）耕作向日拓（林本源家族產業）租得的十餘甲田地，並曾參與農民抗租運動。
1948年，邱桶遭逮捕，並於1949年獲判無罪開釋。
1940年代後期到1950年代初期的桃園是左翼重鎮，便於出入地多山巒，因此反蔣勢力雲集，居首是蔣介石的心頭大患林元枝，其次還有姚錦、張旺、林清良、林希鵬等多股較小勢力。1948年黎明華吸收張旺加入中壢支部，後與范新戊、周耀施並成立省工委楊梅支部，1949年張旺任職桃園縣政府地政科科員，推動三七五減租趁機向無知農民推廣共產主義，溫萬勝係一國術館接骨師，地方上素有人望，黎明華指示張旺、林希鵬等吸收溫萬勝加入推動新農會，由溫萬勝等持新農會章程勸說梁標，成立新農會小組後由溫萬勝主持，並吸收成員加入，又稱「新農會案」。由於林希鵬曾多次在邱桶處主持讀書會，1951年，黎明華等由策反之省工委成員劉炎興、范新戊等誘捕，黎明華、林希鵬自新後供出組織成員，許多人因此遭到牽連與判刑。
1949年前後，三七五減租條例公布並開始逐漸落實，邱桶四處大力鼓吹農民自主意識，並在公眾場合呼籲當局早日貫徹實施該條例，獲得諸多民眾響應支持。
1952年，桃園縣自新竹州分離並舉行第一屆縣長及議員選舉，邱桶登記參選議員並高票當選，同時獲選為國民黨桃園縣黨部委員；但是，在當選議員後，邱桶家中開始經常有情治單位相關人員出入活動，並在數次逮捕行動中終於帶走邱桶。邱桶遭逮後，其家中經濟情況轉趨惡化。1953年初，當局實施公地放領政策，邱桶的父親顧及邱桶仍有罪在身，因而以其自身及其三子名義為邱桶領取土地。
1953年，邱桶因「張旺等案」被當局以「意圖以非法之方法顛覆政府而著手實行叛亂」罪名起訴，並與同案被告張旺、溫勝萬、梁標、陳阿呆、廖奕富、梁維潘、陳金成等一同被判處死刑並終身褫奪公權；5月14日，邱桶遭槍決，其所有財產除當局斟酌保留予其家屬作生活支用者外一律沒收。
因保安處常以刑求取供，自白內容真假不一。當時桃園有黨系統和特務系統的內部鬥爭，根據曾任桃園縣黨部主委的周祥的自傳，在擔任桃園縣改造委員會主委時，即被一名自恃「中央有背景」的雷某，連同調各情報單位，針對對他掣肘。1952年救國團成立，桃園分團主任王某，也對周祥視如寇仇。調查局桃園調查站董某，也與桃園縣黨部作對，甚至密報周祥包庇匪諜。中央一組派陳建中來縣調查，調閱相關案卷，證明周祥無責任才銷案。
林禎祥根據各項資料綜合研判，認為唯一可信為真的是邱桶曾容留林希鵬（也許再加葉深）在家。新農會案最少有九人曾容留林希鵬食宿。林希鵬是師範學院出身，後來自新免刑，其他收容者最輕十年，最重死刑。周祥在其自傳寫到邱桶被董瑞芝誣爲匪諜，但邱桶平日熱心黨務，對黨國忠愛，僅因參加過農民協會被董瑞芝爲匪諜。周祥說據傳政府曾用酷刑逼邱桶誣攀他爲包庇。一日，邱桶親弟來周祥家中跪地不起，求他擔保。周祥去台北警總找熟人打探，發現根本是死刑待決，數日邱桶即被槍斃。

## 紀念
邱桶先後列名在1999年綠島人權紀念碑以及2013年舉辦的「遲來的愛─白色恐怖時期政治受難者遺書特展」。後來2013年中共為紀念來台灣在1950年代被處決「隱避戰線烈士」而設立紀念碑於無名英雄廣場，受難者姓名與綠島人權紀念碑大約相同，邱桶等人銘刻於紀念碑上。

## 相關人物
黎明華
林希鵬
張旺
溫勝萬